# شهرستان شینجیانگ
شهرستان شینجیانگ (به لاتین: Xinjiang County) یک شهرستان‌های جمهوری خلق چین در چین است که در یانگچنگ واقع شده‌است.